# Ливийско-французские отношения
Ливийско-французские отношения — двусторонние дипломатические отношения между Ливией и Францией. На протяжении истории взаимоотношения двух стран были непростыми.

## История

### Недовольство поставкой оружия
Ливия установила особенно тесные отношения с Францией после Шестидневной войны 1967 года. Тогда Франция ослабила эмбарго на поставки оружия ближневосточным комбатантам, не находящимся на передовой, и согласилась продавать ливийцам оружие, такое как самолёт Mirage 5.
В 1974 году Ливия и Франция подписали соглашение, по которому Ливия обменивала гарантированные поставки нефти на техническую помощь и финансовое сотрудничество. К 1976 году, однако, Ливия начала критиковать Францию как «торговца оружием» из-за её готовности продавать оружие обеим сторонам ближневосточного конфликта. Франция также была основным поставщиком оружия Израилю (начиная с Арабо-израильской войны 1947—1949 годов до середины 1960-х годов), включая продажу Израилю тех же истребителей Mirage 5, что и Ливии. Позже Ливия раскритиковала Францию за её готовность продавать оружие Египту. Гораздо серьёзнее было недовольство Ливии военным вмешательством Франции в Западную Сахару, Чад и Заир.
В 1978 году Муаммар Каддафи отметил, что, хотя экономические отношения хорошие, политические отношения таковыми не являются. Он обвинил Францию в том, что она вернулась к колониальной политике, от которой ранее отказался бывший президент Франции Шарль де Голль.

### Гражданская война в Чаде
В 1980-х годах ливийско-французские разногласия были связаны с ситуацией в Чаде. Как уже упоминалось, обе страны оказали поддержку противоположным сторонам в гражданской войне в Чаде. В конце 1987 года в Чаде находилось 1300 французских военнослужащих, которые в основном защищали столицу Чада Нджамену от атак, включая воздушных атак с использованием стратегических бомбардировщиков Ту-22. В том же году Франция также предоставила Чаду военную помощь на сумму 90 миллионов долларов». Однако политика Франции не позволяла её силам пересечь шестнадцатую параллель. Таким образом, прямые столкновения с ливийскими солдатами казались маловероятными. Однако ливийские дипломаты по-прежнему обвиняли Францию за то, что она несёт «прямую ответственность» за эскалацию войны, а ливийское информационное агентство JANA назвало рейд «совместными франко-американскими военными действиями» и заявило, что Вашингтон и Париж «стояли за агрессией против Ливии».

### UTA Flight 772
Двусторонние отношения между Ливией и Францией существенно ухудшились после взрыва бомбы на рейсе 772 авиакомпании UTA в 1989 году. 19 сентября 1989 года авиалайнер McDonnell Douglas DC-10, эксплуатируемый французской авиакомпанией  Union de transports aeriens, как рейс 772 UTA, был уничтожен бомбой в грузовом отсеке, в результате чего погибли все 170 пассажиров и экипаж (в том числе 54 гражданина Франции). Франция обвинила в нападении Ливию. Cour d'assise de Paris признал шестерых ливийцев виновными в нападении и присудил семьям жертв UTA суммы от 3 000 до 30 000 евро в зависимости от их отношения к погибшим. Группа «Les Familles du DC10 d'UTA» 9 января 2004 года подписала соглашение с Международным фондом благотворительных ассоциаций Каддафи о получении компенсации в размере 170 миллионов долларов США, или по 1 миллиону долларов за каждую из 170 жертв. Окружной судья США Генри Х. Кеннеди признал Ливию виновной в взрыве в 2007 году в ходе судебного разбирательства, возбуждённого семьями 7 граждан США, погибших во время полёта. Франция, а также другие страны, пострадавшие от этой бомбардировки, продолжали добиваться финансовой компенсации от Ливии.

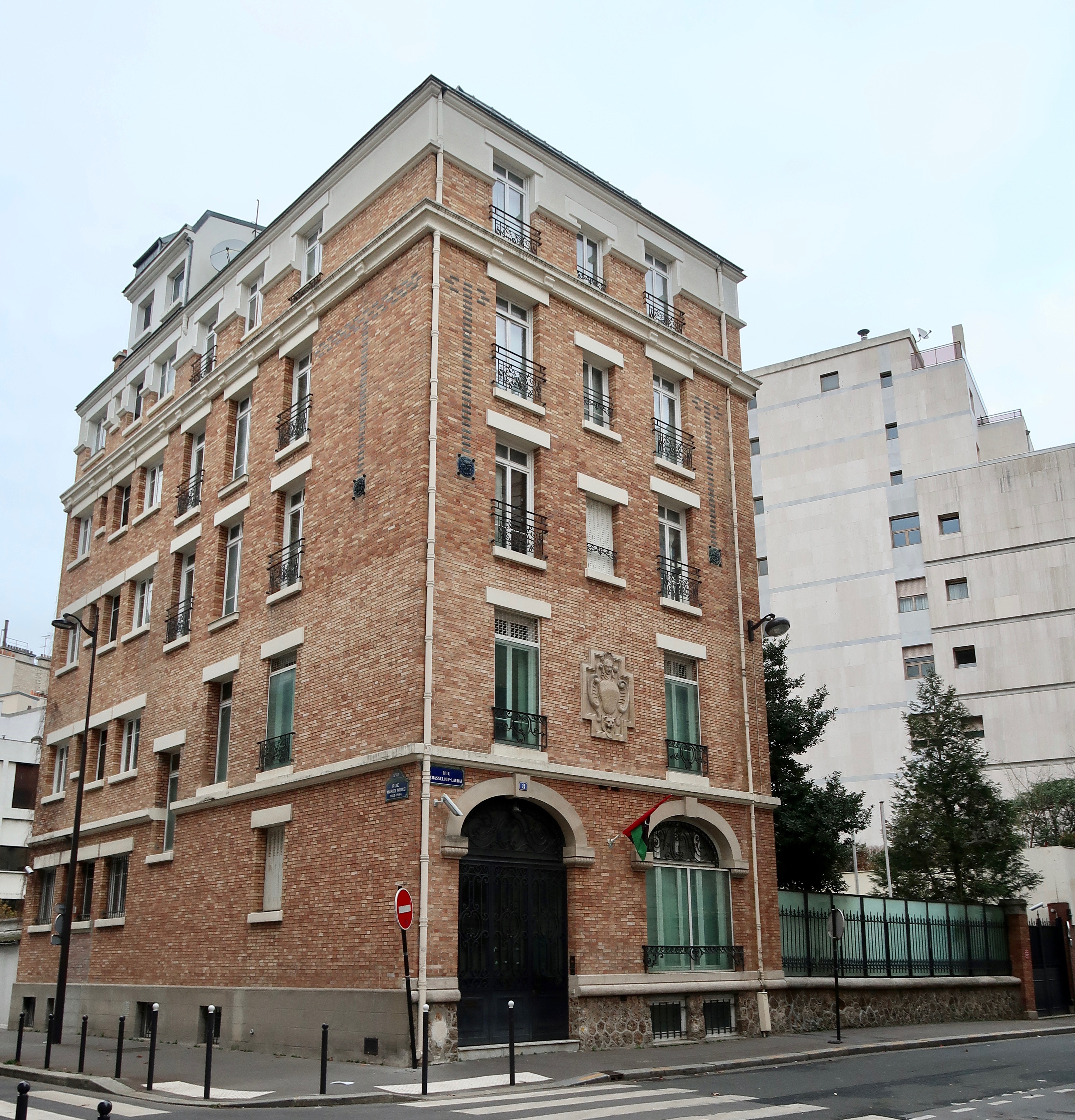
Посольство Ливии в Париже

### Гражданская война в Ливии
10 марта 2011 года Франция стала первой страной в мире, признавшей Переходный национальный совет в качестве законного правительства Ливии в контексте гражданской войны в Ливии против Муаммара Каддафи. Французские истребители Rafale и Mirage 2000 также нанесли первые военные удары по силам Каддафи совместно с остальными западными странами и ООН. 19 марта 2011 года около 20 таких французских боевых самолётов уничтожили ливийские танки и бронетехнику. В некоторых сообщениях говорится, что эти французские авиаудары начались ещё до окончания чрезвычайных встреч в Париже между лидерами западных стран и поэтому не были скоординированы с авиаударами других стран, что вызвало некоторые трения между союзниками.
После того как ПНС 8 августа распустил свой исполнительный совет и поручил своему председателю Махмуду Джабрилю сформировать новый совет, Франция назвала этот шаг «суверенным решением». В заявлении МИД Франции говорится, что новый совет директоров должен быть «незамедлительно назначен».
В мае 2016 года французская инжиниринговая компания Technip объявила о планах модернизации крупной нефтяной платформы в рамках сделки на 500 миллионов долларов. Платформа, расположенная к северу от Триполи на нефтяном месторождении Бахр-Эссалам, способна производить 12,6 миллиона баррелей в день.
25 июля в Париже прошли мирные переговоры между премьер-министром Ливии Фаизом ас-Сараджем и маршалом Халифой Хафтаром. Было достигнуто соглашение о прекращении огня и обещано провести выборы как можно скорее.
В ноябре 2017 года президент Франции Эмманюэль Макрон назвал продажу мигрантов на невольничьих аукционах в Ливии «преступлением против человечности» и попросил провести заседание Совета Безопасности ООН, чтобы обсудить такое обращение с мигрантами в Ливии и рассмотреть вопрос о санкциях против Ливии, в случае если рабские аукционы не будут остановлены. В феврале 2018 года Макрон раскритиковал интервенцию НАТО в Ливии в 2011 году за создание условий для нестабильности и экстремизма.
В марте 2021 года Эмманюэль Макрон заявил, что 29 марта в Триполи вновь откроется посольство Франции.